# Tommaso Martini

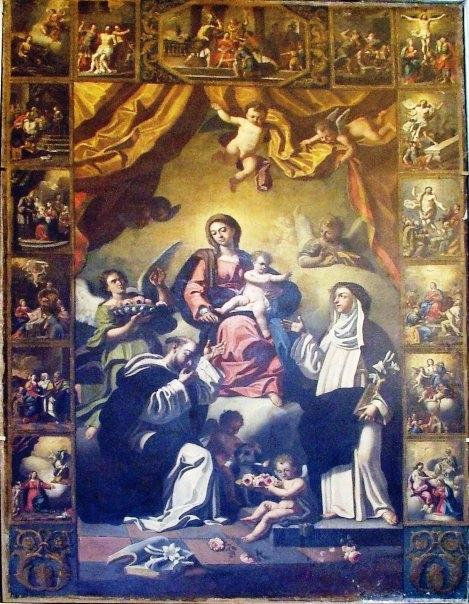
Notre-Dame du Rosaire

Tommaso Martini, né en 1688 à Bivongi et mort le 25 janvier 1755 dans la même ville, est un peintre italien.

## Biographie
Il poursuit sa formation à Naples à partir de 1706. Il fait partie de l'école de Francesco Solimena et commence son activité en parachevant les tableaux de son maître. Il se fait un nom en tant que portraitiste, notamment des grandes familles nobles. Il est actif dans les États pontificaux, surtout à Rome et dans le Latium. À Bocchignano (it) de Montopoli di Sabina, il peint Notre-Dame du Rosaire pour l'église San Giovanni. Il travaille aussi dans diverses localités de Calabre et peint encore une Notre-Dame du Rosaire à l'église de Bivongi, détruite dans les années 1950 au cours de travaux de restauration.
L'intérêt envers ce peintre prend un nouvel essor après un séminaire en 1988 tenu à Bivongi et la publication d'une monographie en 1991 d'Ernesto Franco.

## Œuvres
Un certain nombre d'œuvres de Martini sont présentes dans des collections privées de Londres, de Vienne et en Italie. On peut admirer ses tableaux dans l'église San Fantino de Santa Cristina d'Aspromonte, à l'église San Giovanni de Bocchignano, à l'église Santa Maria della Concezione a Montecalvario de Naples, etc.

## Source de la traduction
- (it) Cet article est partiellement ou en totalité issu de l’article de Wikipédia en italien intitulé « Tommaso Martini (pittore) » (voir la liste des auteurs).